# Трагедія Бхопала

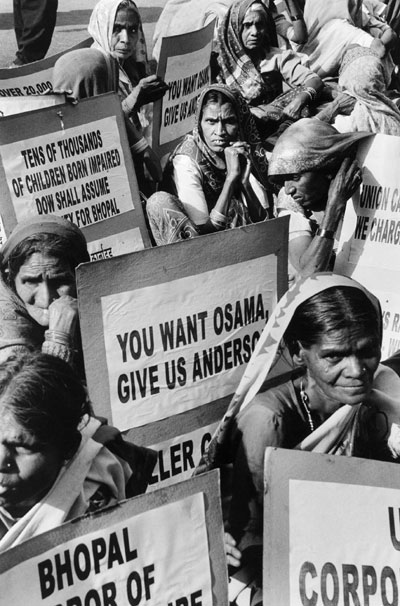
Протест потерпілих від трагедії у вересні 2006

Бхопальська трагедія — найбільша за кількістю жертв техногенна катастрофа в сучасній історії, що сталась у центрі індійського міста Бхопал (штат Мадх'я-Прадеш). У ніч на 3 грудня 1984 року на підприємстві з виробництва пестициду карбарил американської корпорації Union Carbide вибухнув один із резервуарів для зберігання рідини метилізоціанату, однієї з найважливіших складників пестициду.
Отруйний газ, який був важчий за повітря, завис важкою білою хмарою над жителями міста. За офіційними даними Union Carbide, від прямої дії газу загинуло 500 працівників підприємства, 6000 людей отримали серйозні хімічні ураження, 2000 із них померло протягом наступних тижнів. Близько 100 000 людей потребувало медичної допомоги. Існує інша статистика, за якою число жертв набагато більше — до 20 000 померлих людей.

## Причини
Однією з основних причин катастрофи є потрапляння води у резервуар з метилізоціанатом, які разом вступають у реакцію. Правда, ще до сьогодні ніхто точно не знає, яким чином вода потрапила у резервуар і хто винний. Одна версія вказує на необережність працівників, інша — навмисно спланований саботаж одного з працівників. Також причиною катастрофи стало довгострокове зберігання у великій кількості рідини. За правилами, цистерни з метилізоціанатом повинні заповнятися до 50 %, на час трагедії аварійний резервуар був заповнений до 70 %.
Вибух був не першою аварією на заводі. З 1981 по 1984 рік на підприємстві сталося щонайменше п'ять хімічних інцидентів, від одного з яких постраждало троє працівників. Профспілка підприємства неодноразово скаржилася керівництву на систему безпеки підприємства, яка перебувала практично в неробочому стані.
У 1982—1983 роках в Індії була велика посуха, попит на пестициди різко впав, підприємство зазнало великих збитків. Щоб не стати банкрутом, керівництво скоротило робочі місця. Працівникам довелось виконувати роботу, якої вони не були навчені. Тих, хто відмовлявся, чекало звільнення.

## Цікаво
У 1984 році індійська філія корпорації Union Carbide святкував п'ятдесятий ювілей своєї роботи.
У 1985 році на заводі американської корпорації Union Carbide в Західній Вірджинії сталася аварія з викидом суміші хімічних речовин. Вона обійшлася без смертей; 134 людини були госпіталізовано.